# 사모토촌
사모토촌(佐本村)은 와카야마현 니시무로군에 있던 촌이다. 현재의 스사미정에 해당한다.

## 역사
- 1889년 4월 1일 - 정촌제 시행에 의해 9개촌의 구역을 확장해 니시무로군 사모토촌이 성립하였다.
- 1955년 3월 31일 - 스사미정(周参見町), 오쓰가와촌과 합병해 스사미정(すさみ町)이 성립하여, 동일 사모토촌은 폐지되었다.

## 교통

### 철도
- 일본국유철도
  - 기세이 본선

### 도로
- 국도 제170호선 (현 국도 제42호선)

## 참고문헌
- 角川日本地名大辞典 30 和歌山県